# Ulrike Jurk
Ulrike Jurk (* 4. März 1979, jetzt Ulrike Mischke) ist eine ehemalige deutsche Volleyballspielerin und Landesgeschäftsführerin der CDU Mecklenburg-Vorpommern.

## Karriere
Ulrike Jurk begann mit dem Volleyball beim VfL Bergen 94. Anschließend spielte sie beim Schweriner SC in der Ersten Bundesliga. Die Libera wurde hier von 2000 bis 2002 dreimal in Folge Deutscher Meister sowie 2001 DVV-Pokalsieger. In den Kategorien „Annahme“, „Abwehr“ und „Libera“ war sie von 1999 bis 2002 ununterbrochen in den Ranglisten des Deutschen Volleyballs vertreten. Danach wechselte Ulrike Jurk zum italienischen Verein Romanelli Florenz, der im Januar 2003 insolvent wurde. Bis August 2002 spielte Ulrike Jurk auch in der deutschen Nationalmannschaft, wurde danach aber von Bundestrainer Lee Hee-wan nicht mehr berücksichtigt. Von 2003 bis 2005 ließ Jurk ihre Karriere beim Regionalligisten SV Fortschritt Neustadt-Glewe ausklingen.
Ulrike Jurk studierte Sport- und Touristik-Management und arbeitete als Marketing-Chefin im Sieben-Seen-Sportpark in Schwerin. Sie arbeitet seit 2023 als Geschäftsführerin der CDU Mecklenburg-Vorpommern in Schwerin. Ulrike Jurk ist verheiratet (Ulrike Mischke) und hat zwei Kinder.